# Roger Boutry

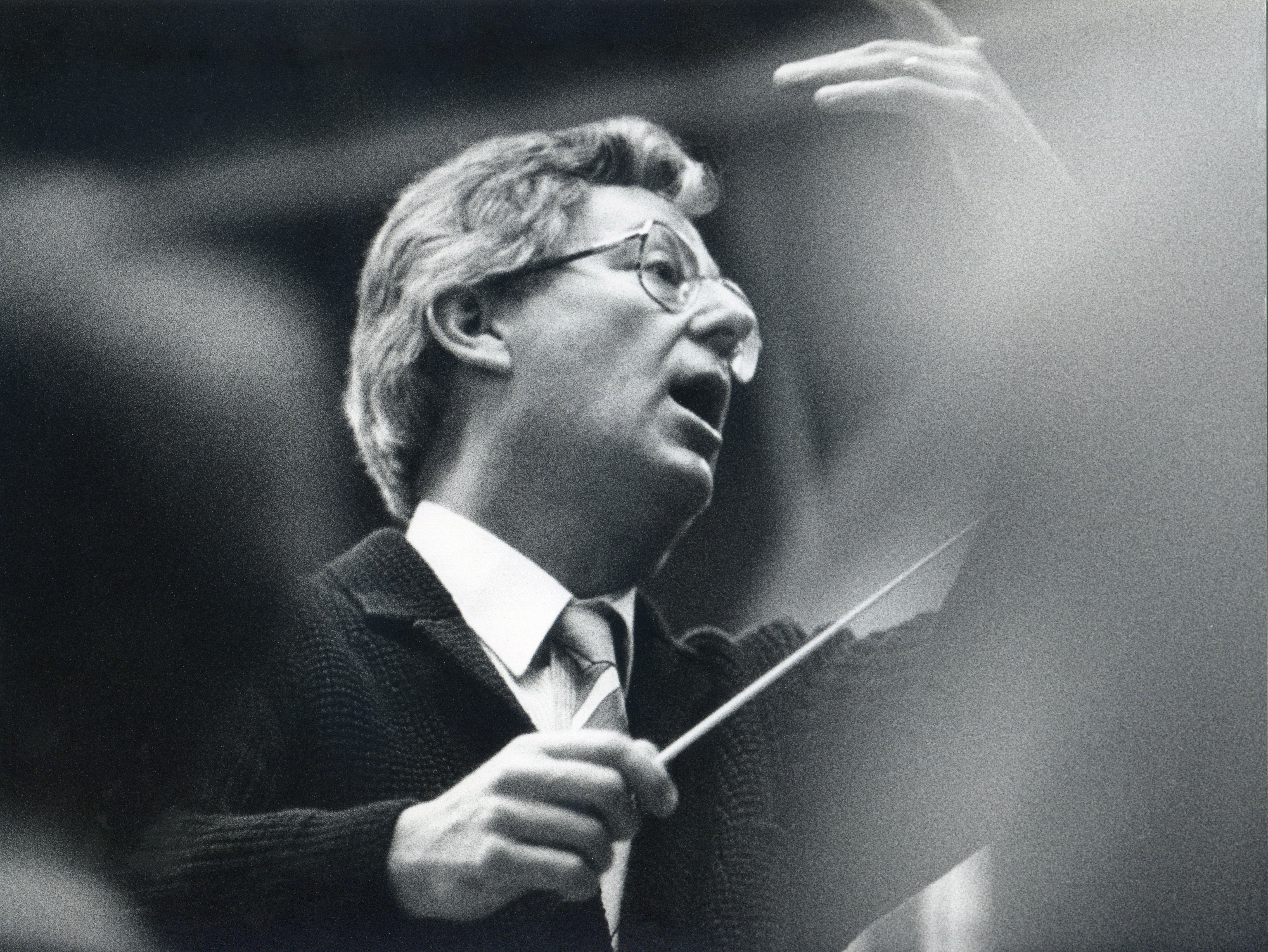
Roger Boutry

Roger Boutry (Parijs, 27 februari 1932 - aldaar, 7 september 2019) was een Frans componist, muziekpedagoog en dirigent.

## Levensloop
Boutry studeerde al op 11-jarige leeftijd aan het Conservatoire national supérieur de musique in Parijs en behaalde acht eerste prijzen in de vakken solfège, piano, kamermuziek, harmonie, fuga, contrapunt, begeleiding, compositie en orkestdirectie. Zijn leraren waren onder anderen Nadia Boulanger, Marguerita Long, Louis Fourestier en Tony Aubin.
In 1954 won hij als componist de Prix de Rome en in 1958 nam hij als pianist deel aan het Tsjaikovski piano-concours in Moskou en won het met een ereprijs.
Zowel als dirigent als ook als pianist werkte hij met toen bekende dirigenten samen, onder wies André Cluytens, Désiré-Émile Inghelbrecht, Pierre Monteux, Pierre Dervaux en Jean Martinon.
In 1962 werd hij tot hoofddocent voor harmonieleer aan het Conservatoire de Paris benoemd. In 1963 werd hij onderscheiden met de Grand Prix musical de la Ville de Paris, later ook met de Prix Georges Bizet van het Institut de France en de Grand Prix de la Sacem. In 1973 werd hij chef-dirigent werd van het harmonieorkest van de Garde républicaine in Parijs. Hiermee nam hij een reeks langspeelplaten op.
Voor dit orkest heeft hij ook een aantal werken gecomponeerd en een reeks klassieke werken gearrangeerd, zoals Chorals de Bach, Prélude à l'après-midi d'un faune, van Claude Debussy, Le vol du bourdon (De vlucht van de hommel), van Nikolaj Rimski-Korsakov, Fêtes van Claude Debussy, Clair de lune, van Claude Debussy voor harmonieorkest met piano, La Carmagnole, Les forains van Henri Sauguet, 1e en 2e suite uit "L'Arlésienne" van Georges Bizet, Une nuit sur le Mont Chauve (Nacht op de Kale Berg) van Modest Moessorgski.

## Composities

### Werken voor orkest
- 1954 Reflets sur Rome, voor orkest
- 1961 Sérénade, voor altsaxofoon en orkest
- 1967 Concerto-Fantaisie, voor twee piano's en orkest
- Concerto, voor fluit en orkest
- Concerto, voor orkest
- Divertimento, voor kamerorkest
- Sketch, voor saxofoonkwartet en strijkers

### Werken voor harmonieorkest
- 1954 Concerto, voor piano en harmonieorkest
- 1959 Ouverture-Tableau, voor harmonieorkest
- 1964 Divertimento, voor altsaxofoon en harmonieorkest
  1. Allegro ma non troppo
  2. Andante
  3. Presto
- 1968 Marche (J.O. de Grenoble 1968), voor harmonieorkest
- 1974 Alternances, voor saxofoonkwartet en harmonieorkest
- 1979 Burlesque, voor harmonieorkest
  1. Intro
  2. Scherzo
  3. Improvisation
  4. Récitatief et choral
  5. Nocturne
  6. Cortèges
  7. Grande fugue
- 2000 Hymne de la Confédération musicale de France - C.M.F. 2000, hymne voor harmonieorkest
- Concerto, voor trompet en harmonieorkest
- Concerto "Wu Ji", voor piano en harmonieorkest
  1. Allegro
  2. Scherzo
  3. Andante
  4. Intermezzo
  5. Final
- Eclats d’Azur, voor saxofoonkwartet en harmonieorkest
- Evocations, voor harmonieorkest
- Fantaisie, voor trombone en harmonieorkest
  1. Maestoso - Andantino
  2. Allegro
  3. Allegro vivace (scherzando)
  4. Andantino
  5. Allegro Vivace
- Fanfare triomphale, voor fanfareorkest
- Fête, voor fanfareorkest
- Ikiru Yorokobi, voor harmonieorkest
- Les Chants de l'Apocalypse, voor koperkwintet en harmonieorkest
- Marche de novembre
- Métachrome, voor harmonieorkest
- Ô Paix, gedicht voor gemengd koor en klein harmonieorkest
- Ouvertures des chants du Monde, voor harmonieorkest
- Parade, voor harmonieorkest
- Tétrade, voor harmonieorkest
- Triptique 51, voor harmonieorkest

### Muziektheater

#### Balletten
| Voltooid in | titel                                 | aktes | première                                 | libretto                         | choreografie |
| ----------- | ------------------------------------- | ----- | ---------------------------------------- | -------------------------------- | ------------ |
| 1957        | Le Rosaire des joies                  |       | 1957, Parijs, Théâtre des Champs Elysées | naar een gedicht van Marie Noël  |              |
| 1962        | Passacaille et danse profane          |       |                                          |                                  |              |
| 1965        | Chaka, dramatisch oratorium en ballet |       |                                          | naar gedicht van Léopold Senghor |              |

### Kamermuziek
- 1957 Capriccio, voor trombone
- 1966 Sonate, voor viool en piano
- 1978 Improvisation, voor saxofoonkwartet
- 1999 Sketch, voor saxofoonkwartet
- 2003 Cantilena, voor viool en piano
- 2004 Asuka, rhapsodie voor klarinet en piano
- 2004 Trio, voor 3 trombones
- Alektos, voor trompet en orgel
- Choral varie, voor trombone en orgel
- Concerto, voor trombone en piano
- Divertimento, voor saxofoon en piano
  1. Allegro ma non troppo
  2. Andante
  3. Presto
- Divertissement, voor hobo, klarinet en fagot
- Etudes atonales, voor fagot
- Festival, voor klarinettenkwartet
- Interférences, voor fagot en piano
- Interferénces I, voor fagot en piano
- Quatuor de trombones
- Trombonera, voor trombone en piano
- Tubaroque, voor eufonium
- Tubacchanale, voor eufonium

### Werken voor piano
- Toccata, voor piano

### Werken voor harp
- Pastels et Contours, voor vijf harpen

- Bibsys: 3041288
- Bibliothèque nationale de France: cb138917558 (data)
- Catàleg d'autoritats de noms i títols de Catalunya: 981058516902406706
- CiNii: DA10295498
- Gemeinsame Normdatei: 12873566X
- International Standard Name Identifier: 0000 0001 1085 0496
- Library of Congress Control Number: n83066249
- Nationale Bibliotheek van Letland: 000298725
- MusicBrainz: 2cfcf00b-7bc7-42fe-9e83-68cda0d2cd4a
- Bibliotheek van het Japanse parlement: 01171001
- Nationale Bibliotheek van Tsjechië: xx0165835
- Nationale bibliotheek van Australië: 35357197
- Nationale Bibliotheek van Israël: 987007284214805171
- Nederlandse Thesaurus van Auteursnamen: 095791264
- Système universitaire de documentation: 081261020
- Trove: 924093
- Virtual International Authority File: 115250484
- WorldCat: E39PBJcwxhtWpVRMH8YCWvqqQq